# Италик
Италик — племянник Арминия (позднее известного как Герман), сын его брата Флава.
После жестокой войны между германскими племенами в 46 году была истреблена вся знать племени херусков, вождём которых ранее был Арминий. В 47 году из Рима был призван Италик, которого император снабдил средствами и воинами для охраны. Согласно Тациту, Италик стал первым королём (лат. rex) херусков. В его непродолжительное правление междоусобицы не закончились, так в племени оставалась сильная оппозиция, считавшая Италика ставленником Рима. В результате он был изгнан, но затем его власть была восстановлена благодаря помощи лангобардов.